# Жабоєдов Геннадій Дмитрович
Генна́дій Дми́трович Жабоєдов (* 15 жовтня 1938) — офтальмолог, заслужений діяч науки і техніки України −1993, заслужений лікар України (того ж року), член-кореспондент АМН України — 1997.

## Життєпис
Народився у родині військового, роки війни провів з матір'ю в селі Курської області. Батько після повернення з фронту нацистсько-радянської війни працював у Льгові.
У 1961 році закінчив Харківський медичний інститут. Роботу почав у місті Суми ординатором очного відділення обласної лікарні.
У 1965—1968 навчався на кафедрі очних хвороб Харківського інституту вдосконалення лікарів. На базі Московського НДІ очних хвороб ім. Гельмгольця виконав кандидатську роботу «Зорові послідовні образи в нормі та при патології зорового нервового шляху», керівниками стали І. Й. Меркулов та А. І. Богословський.
По аспірантурі працював в Харківській очній клінічній лікарні ім. Л. Л. Гіршмана, направлений до Полтавського стоматологічного інституту, від 1974 — доцент кафедри очних хвороб.
1984 захистив докторську дисертацію — «Патогенез набряків диску зорового нерва, їх клініка і диференціальна діагностика».
Від 1985 року очолює кафедру очних хвороб Національного медичного університету ім. О. О. Богомольця. Зробив значний внесок у розвиток офтальмології, створив новий напрям у цій галузі. На підставі власних досліджень обґрунтував нову теорію патогенезу диску зорового нерва.
Працював офтальмологом-консультантом в очних клініках Бахрейну, Кувейту, Об'єднаних Арабських Еміратів, Оману.
Розробив нові діагностичні методи дослідження зорового нерва та пристрої для їх реалізації, новий принцип терапії захворювань диску зорового нерва, багато нових офтальмологічних методів дослідження й лікування захворювань ока, його придатків.
Є автором більш як 600 наукових праць, з них 11 монографій, 32 авторські свідоцтва і патенти на винаходи.
Багато уваги приділяє громадській роботі — як керівник центру «Травма ока», голова проблемної комісії МОЗ, АМН України «Офтальмологія та тканинна терапія».
Очолює «Асоціацію нейроофтальмологів, глаукомотологів і ретинологів України».
Під його керівництвом захищено 6 докторських й 22 кандидатські дисертації.
Деякі з його праць:
- «Пристрій для зафарбовування закінчення очного нерва», 1980,
- «Захворювання зорового нерва», 1992,
- «Травми зорового нерва», 1994,
- «Очні хвороби» — 1999,
- «Глаукома» — 2004,
- «Ураження зорового нерва» — 2006,
- «Офтальмологія» — 2011,
- «Ілюстрований словник-довідник термінів офтальмопластичної хірургії» — 2012.

## Джерело
- Ювілей(рос.)
- Харківський національний університет[недоступне посилання з квітня 2019]
- Науковці України [Архівовано 3 грудня 2013 у Wayback Machine.]
- НАМН України
- Між очима та нервом [Архівовано 2 грудня 2013 у Wayback Machine.]